# Turismo en Vietnam

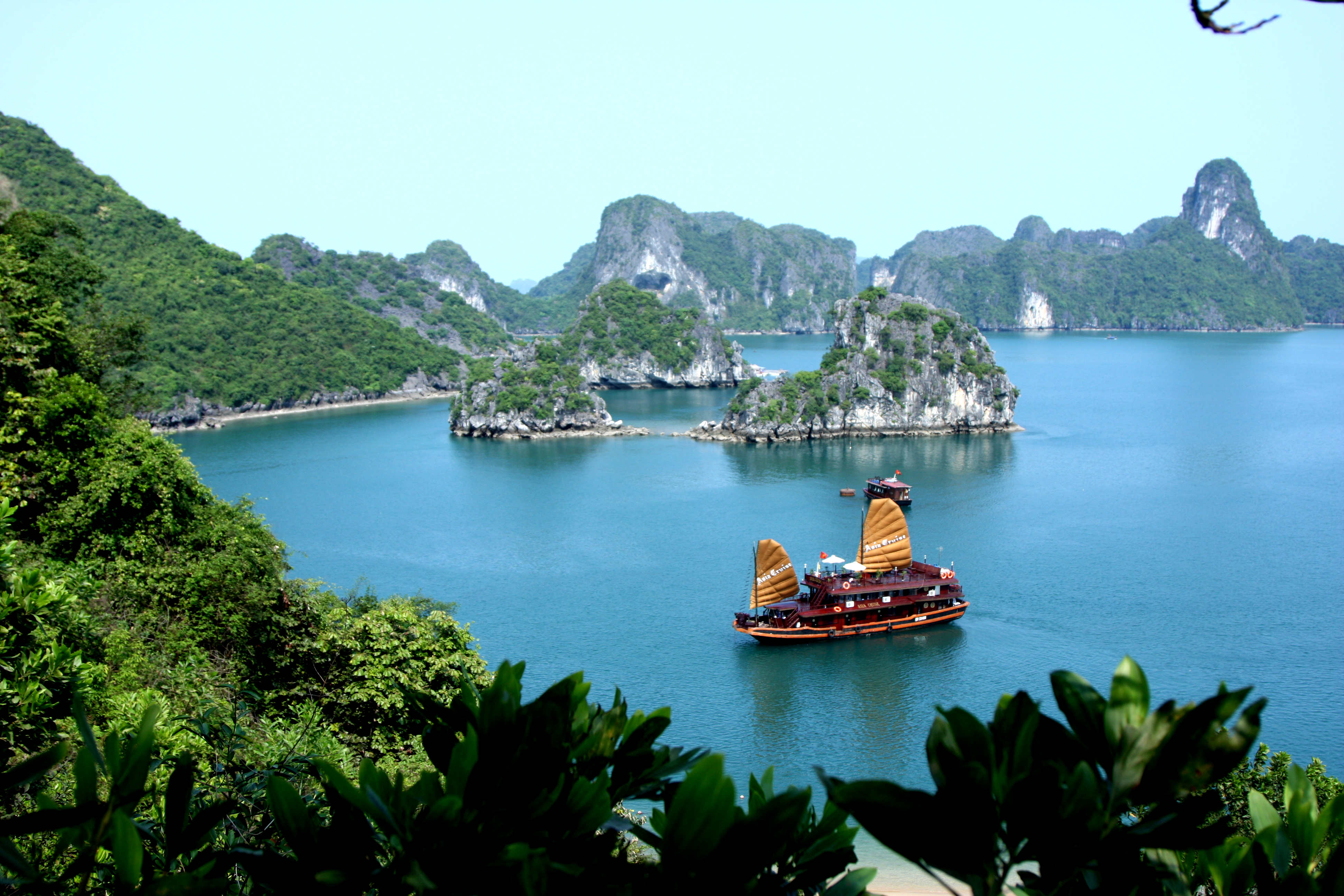
Bahía de Ha Long, Vietnam.

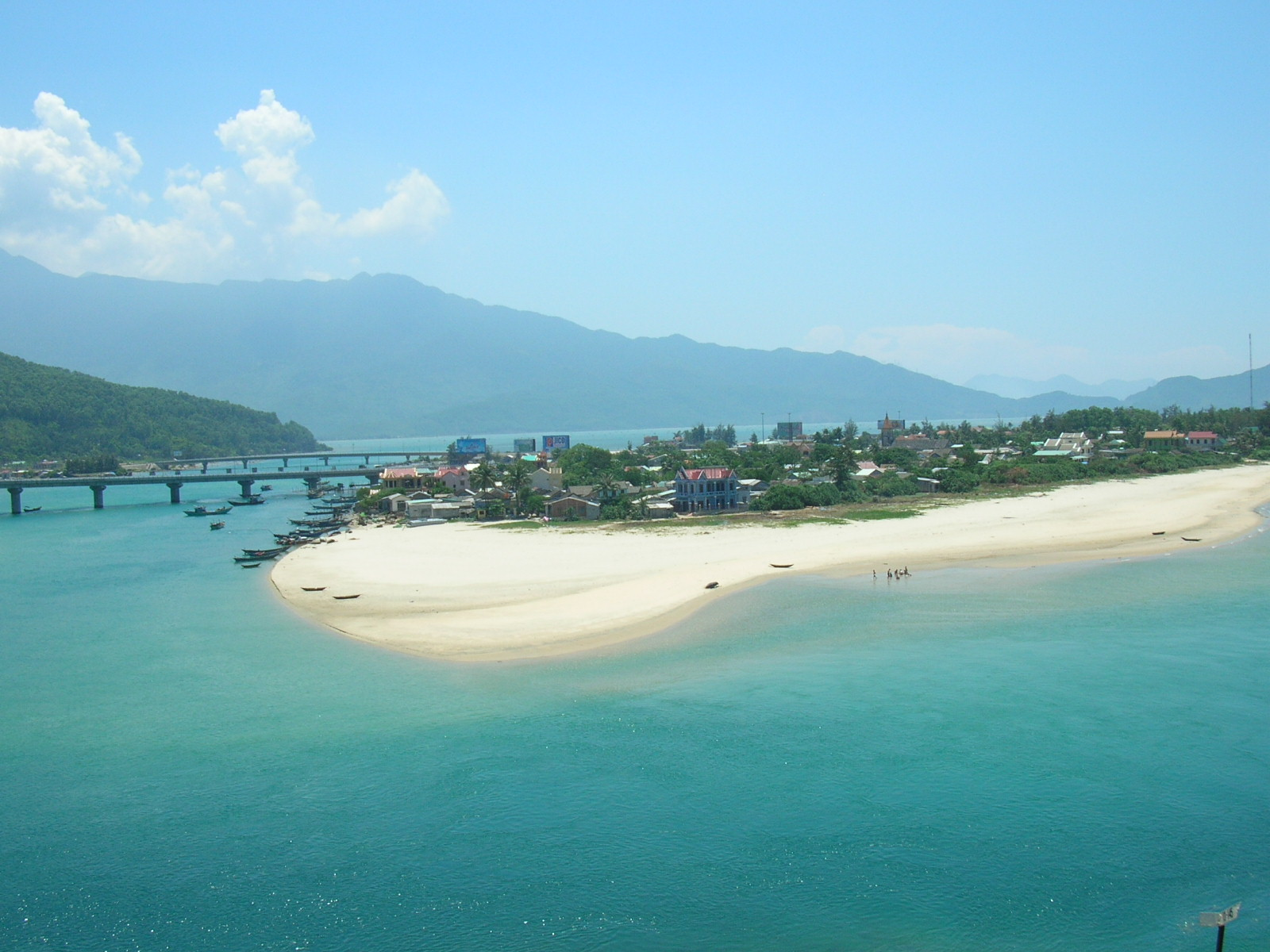
Langco, Vietnam.

El turismo en Vietnam es un importante componente de la economía de dicho país y una gran fuente de ingresos.
Con un vasto archipiélago de aproximadamente 2 800 islas, y clima tropical a lo largo del año, sus principales componentes son la naturaleza y la cultura.
Esta área es supervisada por el Ministerio de Cultura y Turismo de Vietnam. En algunas islas, especialmente en Phu Quoc, se han instalado numerosos hoteles y lugares de veraneo, aprovechando sus playas como atractivo turístico. La cultura también es parte esencial de la actividad: los principales destinos son Hanói, Sa Pa, Huế, Đà Nẵng, Nha Trang, Phan Thiết, Ciudad Ho Chi Minh, Vũng Tàu y Đà Lạt. Cerca de 5 millones de turistas extranjeros han visitado Vietnam anualmente desde 2009. En 2016 el país recibió a 10 millones de visitantes, 58.000 de ellos españoles. En 2018 la cifra se incrementó a 15,5 millones de turistas internacionales, 77.000 de ellos españoles.
Hay 30 parques nacionales en Vietnam, de los cuales Phong Nha-Ke Bang es Patrimonio de la Humanidad.
Vietnam cuenta con diez aeropuertos internacionales: el mayor es el Aeropuerto Internacional Tan Son Nhat. Dos tercios de los visitantes internacionales vuelan a Ciudad Ho Chi Minh.
Vietnam cuenta con 125 hermosas playas, con destinos de playa como la isla de Phú Quốc, y tres bahías: bahía de Nha Trang, bahía de Langco y la bahía de Ha Long, que es una de las siete maravillas naturales del mundo y Patrimonio Mundial por la UNESCO.

## El Problema Complejo del Turismo en Vietnam
El turismo en Vietnam enfrenta numerosos problemas como la contaminación ambiental en los sitios turísticos, muchos monumentos no están debidamente conservados, lo que provoca daños graves o modificaciones que se alejan del diseño original, y siempre se cobra una tarifa de entrada. Además, se presenta la situación de acoso y extorsión a los turistas, el aumento arbitrario de los precios de los alojamientos, la baja calidad de la infraestructura social y del transporte, y la deficiencia en los servicios, mientras que la gestión por parte de las autoridades competentes no ha sido efectiva. Según la evaluación de la industria turística, desde el año 2006 hasta la fecha, más del 70% de los turistas internacionales que visitan Vietnam tienen la intención de "no volver nunca más".
Debido a las debilidades en comparación con otros países de la región, la industria turística de Vietnam tiende a enfocarse excesivamente en explotar los paisajes naturales como una fortaleza, pero la "socialización" de los paisajes (permitiendo a las empresas invertir y cobrar entradas) ha llevado a que casi todos los lugares turísticos cobren una tarifa de entrada, a menudo bastante alta, y estas empresas no se preocupan por mantener adecuadamente los sitios, lo que resulta en el deterioro o destrucción del paisaje, como es el caso de monumentos nacionales como Thác Voi, y Thác Liên Khương.
Los líderes de la industria turística prometieron que en el año 2010 habría una mejora significativa en los baños públicos, y que se lanzaría una campaña para asegurar que donde haya turismo, habrá baños públicos que cumplan con los estándares., pero no se logró.
En el año 2012, nuevamente, las noticias negativas y las malas experiencias sobre el turismo en Vietnam fueron publicadas en muchos medios de comunicación, reflejando que 'El fraude a los turistas es muy alarmante', la baja calidad de los servicios y "los turistas denuncian en masa las tácticas de 'extorsión' ", sin señales de cambio. Además, la contaminación ambiental volvió a aumentar, según el informe anual de 2012 titulado The Environmental Performance Index (EPI), realizado por dos centros de investigación ambiental de la Universidad de Yale y la Universidad de Columbia en EE.UU., sobre el impacto de la calidad del aire. Vietnam ocupó el puesto 123 de 132 países encuestados, siendo considerado como uno de los países con el aire más contaminado del mundo.
A principios de 2017, el primer ministro Nguyễn Xuân Phúc en la conferencia de balance del trabajo de 2016 y la implementación de tareas para 2017 del Ministerio de Cultura, Deportes y Turismo de Vietnam instruyó: "Cómo hacer para que los turistas regresen a Vietnam lo más pronto posible, y no permitir que se dé la situación de turistas que no vuelven". Él compartió: "Acabo de tomar mi teléfono inteligente y leí un artículo sobre 7 temores al viajar a Vietnam: extorsión, robos, insalubridad...".